# Vaginulina
Vaginulina, en ocasiones erróneamente denominado Vaginulinella, es un género de foraminífero bentónico de la subfamilia Vaginulininae, de la familia Vaginulinidae, de la superfamilia Nodosarioidea, del suborden Lagenina y del orden Lagenida. Su especie tipo es Nautilus legumen. Su rango cronoestratigráfico abarca desde el Jurásico inferior hasta la Actualidad.

## Clasificación
Se han descrito numerosas especies de Vaginulina. Entre las especies más interesantes o más conocidas destacan:
- Vaginulina alazanensis †
- Vaginulina awamoana †
- Vaginulina elegans †
- Vaginulina inflata †
- Vaginulina legumen †
- Vaginulina neglecta †
- Vaginulina spinigera †
- Vaginulina subelegans †
- Vaginulina vertebralis †
- Vaginulina vagina †

Un listado completo de las especies descritas en el género Vaginulina puede verse en el siguiente anexo.
En Vaginulina se han considerado los siguientes subgéneros:
- Vaginulina (Citharina), aceptado como género Citharina
- Vaginulina (Dentalina), aceptado como género Dentalina